# Kormoran czubaty
Kormoran czubaty (Gulosus aristotelis) – gatunek dużego ptaka wodnego z rodziny kormoranów (Phalacrocoracidae).

## Podgatunki i zasięg występowania
Kormoran czubaty zamieszkuje morskie wybrzeża, w zależności od podgatunku:
- G. aristotelis aristotelis – Islandia oraz atlantyckie wybrzeża Europy od północnego Półwyspu Skandynawskiego po Półwysep Iberyjski. Do Polski zalatuje wyjątkowo[6]; stwierdzony zaledwie 3 razy – w 1979, 1985 i 2003 roku, wszystkie obserwacje miały miejsce we Władysławowie[7].
- G. aristotelis desmarestii – wybrzeża Morza Czarnego oraz wschodnie i środkowe Morza Śródziemnego wraz z wyspami.
- G. aristotelis riggenbachi – wybrzeża Maroka.

## Morfologia

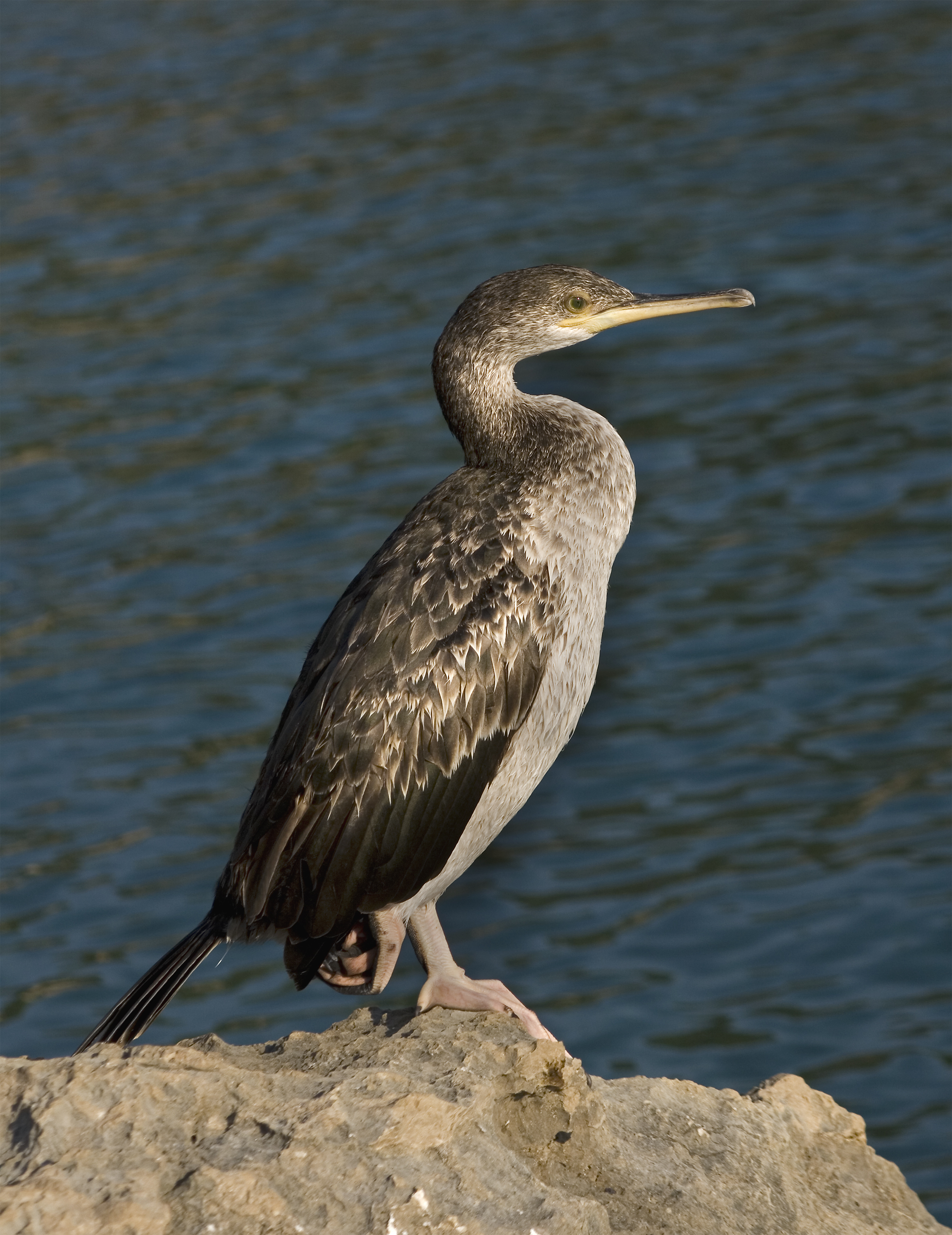
Osobnik młodociany – P. aristotelis desmarestii

WyglądUpierzenie czarne z zielonym, metalicznym połyskiem, w szacie godowej na przedzie głowy pióra tworzą zadarty czubek. Młode brązowe, o białym przodzie szyi.
Wymiary średniedługość ciała ok. 65–80 cm
rozpiętość skrzydeł 90–105 cm
masa ciała: samce 1760–2154 g, samice 1407–1788 g

## Ekologia i zachowanie

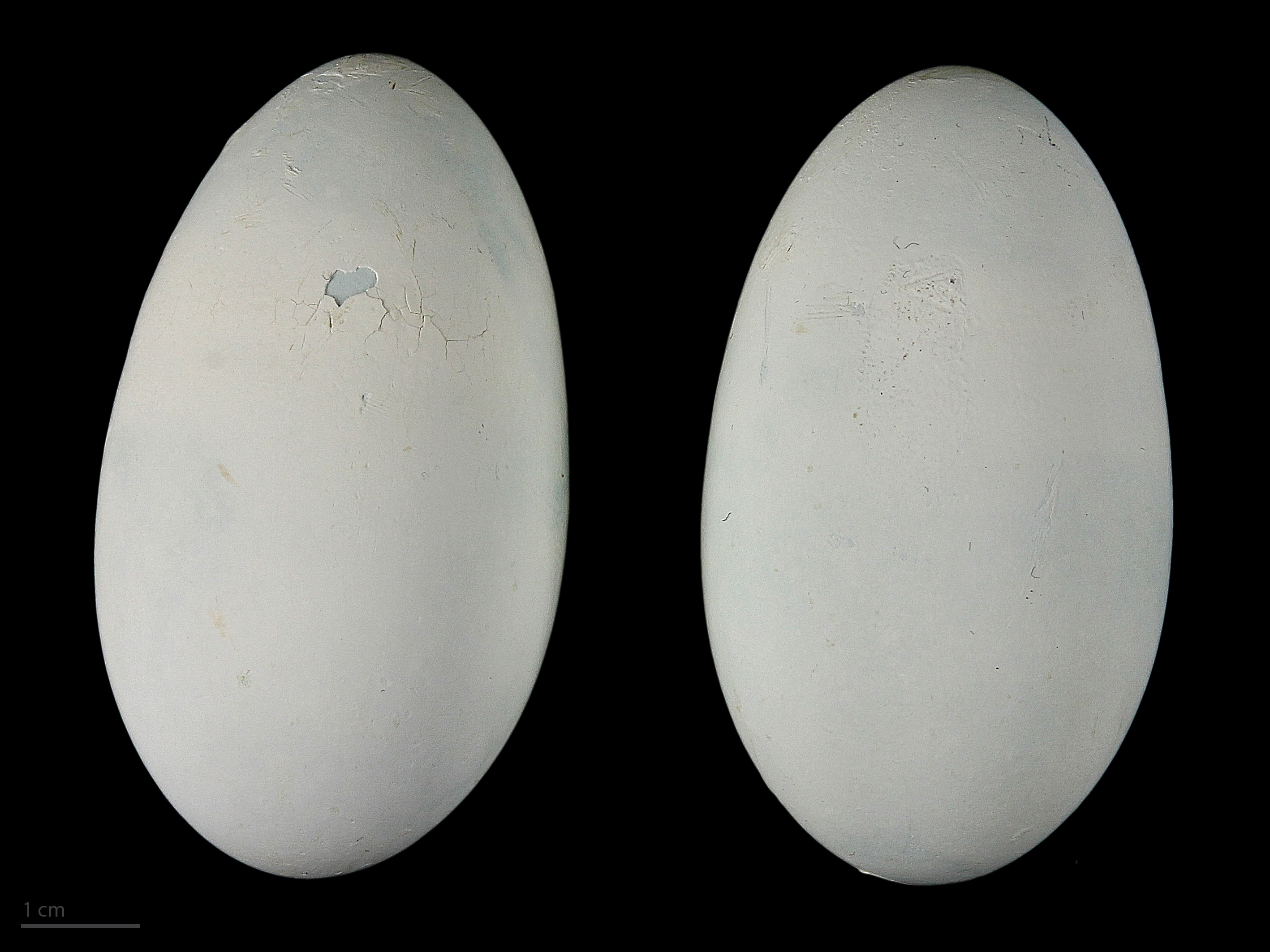
Jaja z kolekcji muzealnej

BiotopWybrzeża morskie. Poluje dalej od brzegu niż kormoran czarny.
GniazdoZbudowane zazwyczaj z morszczynu. Tworzy kolonie lęgowe, zazwyczaj na klifach.
JajaW zniesieniu 1 do 6 jaj (zazwyczaj 3) o długości około 63 mm.
Wysiadywanie, pisklętaJaja wysiadywane są przez okres 27–29 dni przez obydwoje rodziców. Pisklęta opuszczają gniazdo po 15–20 dniach.
PożywienieMorskie ryby i skorupiaki.

## Status i ochrona
Międzynarodowa Unia Ochrony Przyrody (IUCN) uznaje kormorana czubatego za gatunek najmniejszej troski (LC – Least Concern) nieprzerwanie od 1988 roku. W 2015 roku liczebność światowej populacji, według szacunków organizacji Wetlands International, wynosiła 230–240 tysięcy osobników. Globalny trend liczebności populacji uznawany jest za spadkowy, choć niektóre populacje są stabilne.
W Polsce objęty ścisłą ochroną gatunkową.